# Вінцарє
Вінцарє (словен. Vincarje) — поселення в общині Шкофя Лока, Горенський регіон, Словенія. Висота над рівнем моря: 356,2 м.